# Lloyd's Register
Lloyd's Register Group é uma sociedade classificadora britânica.